# Männerherzen
Männerherzen is een Duitse romantische komedie uit 2009 van Simon Verhoeven. In Nederland kende de film in 2013 een remake onder de naam Mannenharten, in Vlaanderen in 2015 als Wat mannen willen.
In 2009 won het de Bayerischer Filmpreis voor beste scenario, in 2010 won Justus von Dohnányi de Deutscher Filmpreis voor beste acteur in een bijrol voor zijn rol in deze film.

## Verhaal
Vijf mannen gaan naar dezelfde sportschool in Berlijn. Hoewel ze heel verschillend zijn hebben ze wel een gemeenschappelijke eigenschap, namelijk dat ze niet weten wat vrouwen van hen verwachten of hoe ze te benaderen.

## Rolverdeling
| Acteur              | Personage         |
| ------------------- | ----------------- |
| Christian Ulmen     | Günther Stobanski |
| Nadja Uhl           | Susanne Feldberg  |
| Til Schweiger       | Jerome Ades       |
| Florian David Fitz  | Niklas Michalke   |
| Wotan Wilke Möhring | Roland Feldberg   |
| Maxim Mehmet        | Philip Henrion    |
| Liane Forestieri    | Laura Sandner     |
| Jana Pallaske       | Nina Helmich      |
| Justus von Dohnányi | Bruce Berger      |